# Viktor Porák
Viktor Porák, též Viktor Porák de Varna (7. října 1852 Trutnov – 15. dubna 1932 Český Krumlov) byl důlní inženýr, poslanec zemského sněmu, člen okresního zastupitelstva, průmyslník, statkář a filantrop.

## Životopis
Viktor Porák se narodil 7. října 1852 v Trutnově českému lékaři, politikovi a starostovi Trutnova, Antonínu Porákovi a Anně, dceři vynálezce a textilního průmyslníka Johanna Augustina Faltise. Studoval na technickém učení v Praze a ve Vídni, cestoval po Evropě. V letech 1893 až 1904 vlastnil alodiální statek Třebnice u Sedlčan, kde byl i členem okresního zastupitelstva. Nákladně přestavěl místní zámek a po zániku pivovaru zde zřídil lihovar.

### Krumlovské tuhodoly
Od roku 1877 byl Viktor Porák v Krumlově inženýrem správy knížecích Schwarzenberských statků. Nedaleko Krumlova v Černé v Pošumaví byly Schwarzenberské tuhodoly, s jejichž ředitelem byl Viktor Porák spřízněn. Roku 1885 se Viktor spolu s bratry po smrti matky Anny stal spolumajitelem největších tkalcoven v Evropě založených Janem Faltisem v Nových Bukách a Trutnově a Krumlovského grafitového těžařstva. Vedoucím tuhodolů Krumauer Grafitwerke Brüder Porak und Graphitbergbau se stal Viktor Porák a byl jím až do vyčerpání jejích ložisek.
Zároveň roku 1885 bratři založili společnost Moldaumühle in Kienberg – Vltavský mlýn v Loučovicích. 4. března 1885 zde bratři Ernst a Viktor Porakové zahájili stavbu továrny na celulózu. Z Krumlova tam pak odešel Arnošt, vybudoval velmi úspěšný moderní papírenský závod a roku 1895 se po přátelské dohodě s bratry stal jeho jediným vlastníkem. Tehdy bratři zároveň ponechali Svatoňovickou přádelnu bratří Poráků Antonínovi Porákovi.,
Viktor Porák se takto stal roku 1895 jediným vlastníkem krumlovských tuhových dolů, které zažily vrchol těžby v letech 1897 – 1906, kdy těžařstvo vyváželo lisované bloky rafinované tuhy do Německa, Británie a Ameriky. Viktor Porák vedle těchto menších, ale dobře prosperujících dolů vlastnil též ložiska i menší podnik na Madagaskaru. Podnikový archiv zmiňuje i vývoz tuhy z Ceylonu, akvamarinu a turmalinu z Madagaskaru, či založení obchodní společnosti na Madagaskaru 1905–1915.
Dále byly tuhové závody v Bruck an der Mur, kde společnost také těžila, neboť se v podnikovém fondu Českokrumlovských závodů na těžení tuhy bratří Poráků zachovaly: zápisy o nálezech tuhy, povolení k těžbě tuhy, inventář zařízení 1905–1911 či korespondence s odběrateli pily v Bruck an der Mur v letech 1889–1908.
Prokuristou firmy byl zeť Viktora Poráka advokát JUDr. Leo Prziborski-Voith-Herites.

### Filantropie
S bratrem Arnoštem byl Viktor činný v národním ruchu a oporou českému živlu v Krumlově. Jejich zásluhou zde vznikla Čtenářská Beseda a česká škola. Rovněž zásluhou obou bratří vznikl roku 1883 český peněžní ústav – Záložna, na obranu lichvou ohroženého obyvatelstva (až 20 % na krátkou lhůtu), v jehož výboru Viktor i Arnošt zasedali. Roku 1888 se Viktor s bratrem Arnoštem přihlásili za ustanovující členy Národní Jednoty Pošumavské.
Dne 20. června 1918 se Viktor Porák stal čestným občanem města Českého Krumlova. Diplom je volně vložen do knihy čestných občanů města. Čestné občanství bylo uděleno jednohlasně v uznání jeho zvláštních zásluh o obec, s ohledem na jeho činnost člena obecního výboru a v uznání četné a vynikající sociální pomoci. Zvláště je uvedeno, jak vyšel obci vstříc při budování jatek, kdy jí „k tomu přenechal potřebné pozemky za výhodných podmínek, či jak opět zpřístupnil veřejnosti k použití svůj majetek – nádherný a zvláště příhodný Rabenstein – Havraní Skála“. Když se městské zastupitelstvo rozhodlo zřídit vlastní fond na podporu místních válečných invalidů, Viktor Porák na ustavující schůzi dotyčného výboru roku 1916 věnoval na tento účel 20 000 K. Dále věnoval 100 K měsíčně na zajištění potravin pro místní chudé.
U této příležitosti věnoval navíc Viktor Porak obci Krumlov na dobročinné účely částku 100 000 korun v pokladničních poukázkách z 8. rakouské válečné obligace.

### Šlechtictví
Výnosem č. 198579 ze dne 2. června 1899 c. k. ministerstvo vnitra povolilo „Viktoru Porákovi a jeho bratrům a jejich manželským potomkům, aby uznaného uherského šlechtictví jakožto jednoduchého cizozemského šlechtictví i v obvodě království a zemí v říšské radě směli užívati a tedy Porak z Varny se jmenovati a psáti“. Erb továrníka Viktora Poráka, kterého dle almanachu povýšil císař jako rytíře Řádu Železné koruny: V modrém štítu stříbrný lev s červeným jazykem drží v pravé tlapě hlavu Turka, vpravo mahoře zlatá hvězda, vlevo stříbrný půlměsíc. Turnajská přilba s točenicí (červenou, stříbrnou, modrou a zlatou) nese tři pštrosí pera, modré mezi červenými. Pokryvadla vpravo červeno-stříbrná, vlevo modro-zlatá. Dle rozhodnutí soudu z roku 1902 se však při získávání dokumentů Viktor Porák stal obětí podvodného jednání Müllera z Mildenbergu, který se dopustil fals a padělků. Viktor Porák tak nadále šlechtický přídomek na rozdíl od svého bratra Arnošta nepoužíval.

### Zemský sněm
Viktor Porák byl v letech 1895 – 1901 poslancem Českého zemského sněmu jako velkostatkář za volební stranu Strana konzervativního velkostatku – Partei des konservativen Grossgrundbesitzes – s řádným mandátem v I. kurii.. Roku 188 byl po volbě sněmem jmenován ministrem financí za člena odvolací komise pro daň z příjmů. Bydliště během mandátu byla Černá 646/9, Praha 1 - Nové Město, Václavské náměstí 812/59, Praha 1 - Nové Město (kol. 1893).

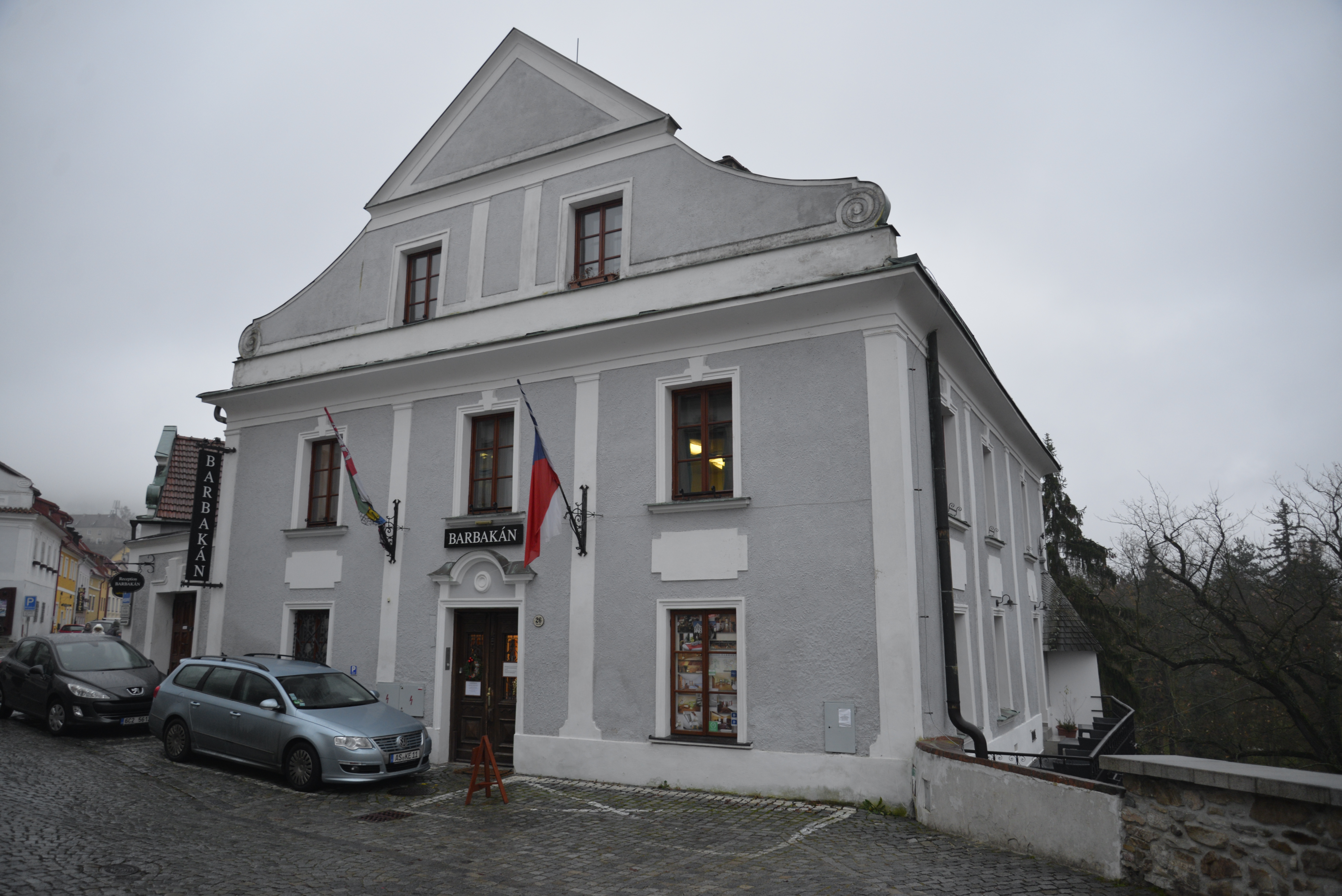
Obertor 26 - bydliště Viktora Poráka

Viktor Porak zemřel jako vdovec 15. dubna roku 1932 v Českém Krumlově na adrese Horní Brána 26, kde i bydlel. Rozloučení proběhlo v budějovickém krematoriu.

## Rodina
Bratři Viktora Poráka byli Alfons, Hugo, Anton a Arnošt Porák a byli spoluvlastníky firmy Krumlovské grafitové závody – bratří Porákové a papírenského závodu v Loučovicích pojmenovaného Vltavský mlýn - Moldaumühle in Kienberg. Manželkou Viktora Poráka byla Josza / Josefa rozená Rimay de Gidofalva, jejíž bratr Arthur Rimay di Gidofalva (*1865, Praha), obchodník s uměním, patřil spolu s baronem Adolfem Leonhardim, hrabětem Janem Harrachem, Gustavem Meyrinkem, Karel Weinfurterem, Juliem Zeyerem a Emanuelem z Lešehradu do pražské theosofické lóže U modré hvězdy.